# Confederação Brasileira de Kickboxing Tradicional
A Confederação Brasileira de Kickboxing Tradicional (C.B.K.B.T.), entidade brasileira com sede na cidade de João Pessoa, Paraíba e também em Salt Lake City, no estado de Utah, nos Estados Unidos, foi fundada em junho de 1990 pelo senhor “Grandmaster” Carlos Roberto Silva.
A C.B.K.B.T. promove, divulga e ensina o KickBoxing Americano no Brasil, desde Junho de 1990.
Uma das diretrizes e finalidade na formação da entidade foi trazer para o Brasil, o Kickboxing praticado nos Estados Unidos, onde ele foi criado; até então na época o esporte no Brasil, estava indo em uma direção diferente da original proposta desde sua criação na América.

## História
A entidade fundada por Grandmaster Carlos Roberto Silva, agregou a Federação de Kickboxing Full-Contact do Estado da Paraíba, e mais organizações de 3 estados: Pernambuco, Ceará e Rio de Janeiro, para criar a entidade brasileira mais aproximada das origens do Kickboxing nos E.U.A.
Com isso, por um período de 6 anos se preocupou em montar as bases do esporte no país buscando um desenvolvimento de currículo para as escolas, e melhor preparação dos professores e mestres, árbitros e técnicos, pois o esporte sempre teve falta destes recursos e estrutura. O que existia no país era uma gama de organizações produzindo evento de má qualidade técnica e sem o nível que sempre foi apresentado pelos criadores dos esportes nos Estados Unidos. Como o esporte se tornou popular em todo mundo graças ao cinema e a febre dos anos noventa de eventos abertos envolvendo várias artes marciais em um só evento, por exemplo, podemos citar a entidade International Sport Karate Association ISKA, que já fazia eventos mistos por vários anos, mas sem a presença do Brasil nestes eventos.
Em 1998, o Grandmaster Carlos Roberto Silva, veio aos E.U.A. e primeiramente uniu a C.B.K.B.T.; a  United States Karate Alliance USKA, logo depois fez novas alianças com a World Organization of Mixed Martial Arts WOMA, United_States_Kickboxing_Association USKBA e International Sport Karate Association ISKA e durante vários anos representou estas entidades no país. Enquanto as outras organizações do Brasil se restringiam a uma só organização a C.B.K.B.T. procurou se unir e representar inúmeras organizações..
Após vários anos de trabalho e dedicação de muito mestres e professores desta organização no Brasil e em outros países, ela hoje conta com representantes não só no Brasil, mas também em outros países:
- Rio Grande do Sul
- Santa Catarina
- Paraná
- São Paulo
- Rio de Janeiro
- Espírito Santo
- Minas Gerais
- Goiás
- Distrito Federal
- Mato Grosso
- Mato Grosso do Sul
- Sergipe
- Maranhão
- Amazonas
- Pernambuco
- Ceará
- Trinidad & Tobago
- Japão

A Confederação Brasileira de Kickboxing Tradicional tem inúmeros praticantes de Full Contact, Light Contact , Semi Contact, Low-Kicks Contact, Breaking, Musical Forms em condições de participar dos eventos nos E.U.A., tendo em alguns estados a parceria com o conselho tutelar e abriga programas e projetos sociais que promovem a ocupações de menores nas dependências de ginásios abertos com aulas gratuitas, alem de academias particulares e grandes times de Kickboxing dentre outras modalidades como o Muay Thai, o Karate, o Hapkido e o Taekwondo, além das Artes Marciais Mistas (M.M.A.), são também praticados nas dependências de entidades ligadas a C.B.K.B.T em todos os estados brasileiros onde a C.B.K.B.T. tem sede.

## Graus de Aperfeiçoamento
A caminhada do praticante dentro do Kickboxing americano é dividida inicialmente em faixa colorida e em seguida em faixa-preta Dan. Cada faixa corresponde a uma cor “grau de aperfeiçoamento” que o Kickboxer amarra na cintura, por sobre o uniforme, segue abaixo as cores de aperfeiçoamento:
- Branca (noviço ou iniciante)
- Amarela
- Laranja
- Verde (intermediário)
- Azul (preparatória ou instrutor)
- Marrom (instrutor)
- Preta 1° a 2° Dans (professor)
- A partir do 3° a 6° Dans (mestre)
- E a partir do 7° Dan em diante (grão mestre)

A partir daí, o praticante chega aos Dans, cujos sinais exteriores limitam-se à presença não-obrigatória de pequenos traços perpendiculares na faixa-preta, indicando 1º Dan, 2º Dan, etc. até o  10º Dan.

## Datas importantes na história do Kickboxing
1974 – Realizado em 14 de Setembro, o 1º Campeonato Mundial de Karate Full Contact, em Nova Iorque, Madison Square Garden nos Estados Unidos.
1990 – Criação da C.B.K.B.T. em João Pessoa na Paraíba, cuja finalidade era promover, ensinar e divulgar o verdadeiro Kickboxing Americano.
1996 – Grandmaster Carlos Roberto Silva chega nos Estados Unidos buscando as organizações de Kickboxing para se unir e trazer o esporte exatamente como era ensinado para o Brasil.
2013 - Em julho, a 1ª equipe brasileira participou pela primeira vez de um torneio nos Estados Unidos, no US Open ISKA na Disney World, em Orlando, Florida.